# Xylotrechus quadripes
Xylotrechus quadripes es una especie de escarabajo longicornio del género Xylotrechus. Fue descrita científicamente por Chevrolat en 1863.
En la India peninsular, es bien conocido por su hábito de perforar los tallos de las plantas de café en las plantaciones y se considera una plaga. Debido a que las larvas dañan la planta al estar escondidas dentro de los tallos leñosos, es extremadamente difícil de controlar.
En los machos, el fémur posterior se extiende más allá de la punta de los élitros, mientras que las hembras los tienen cortos. Las hembras tienen una sola línea elevada o carina en la cabeza mientras que los machos tienen una carina mediana con dos laterales a cada lado.
Se distribuye por India, Birmania, Tailandia, Vietnam, Indonesia, China, Nepal y Laos.